# Норовская псалтырь

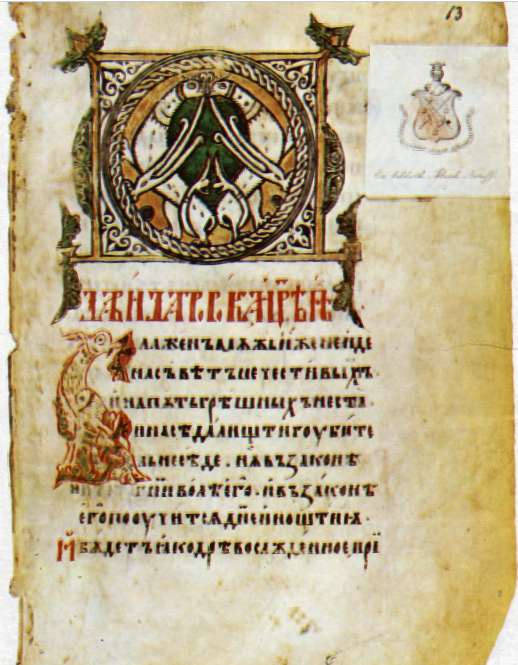
Норовская псалтырь. Лист 13а.

Норовская псалтырь — пергаментная рукопись на среднеболгарском языке, хранящаяся в Государственном историческом музее в Москве (собрание Уварова, № 285). В 1835—1836 году российский учёный и путешественник Авраам Сергеевич Норов (1795—1869) купил её в лавре Саввы Освященного вблизи Иерусалима. Рукопись датируется началом XIV века и содержит Псалтырь (в том числе три тропаря и молитвы после каждого раздела псалтыри), девять библейских песен, канон молебный ко Пресвятой Богородице и часть полуночной службы. В начале псалтыри на листе 13а есть заставка и буквица «Б», украшенная фигурками животных.
По данным слависта Анатолия Турилова Норовская псалтирь, рукопись № 590 (Служебник) в софийской Национальной библиотеке свв. Кирилла и Мефодия и рукопись № III.а.49 (Псалтирь) в архиве Хорватской академии наук и искусств созданы одним и тем же неизвестным переписчиком.